# Stockholms-e
| Stockholms-e |
| --- |
| Svenskans vokalsystem. Stockholms-e innebär att /ɛ/ och /e/ sammanfaller till samma vokalljud. - Typ – sammanfall av två vokalfonem - Effekt – ä-ljudet (som i mäta) och e-ljudet (som i meta) uttalas likadant, vanligtvis åt e-hållet - Utbredning – Stockholmsområdet, Svenskfinland, Uppland, östra Blekinge |

Stockholms-e är ett fonologiskt fenomen inom vissa svenska dialekter som innebär ett sammanfall mellan ä-ljudet och e-ljudet (IPA: /ɛ/ respektive /e/). Ofta åsyftas i synnerhet sammanfallet mellan de långa vokalerna, vilket innebär att mäta och meta uttalas identiskt, men även sammanfallet av de korta vokalerna, det vill säga att sätt och sett uttalas likadant, benämns ibland som Stockholms-e.
Sammanfallet av de långa vokalerna har traditionellt förekommit i ett mindre område i Uppland och runt Stockholm, på finlandssvenska och i östra Blekinge, t.ex. i karlskronitiska. Sammanfallet av de korta vokalerna är däremot mycket vanligt i centralsvenska och verkar förekomma i högre grad hos yngre än hos äldre; dessutom förekommer det även på Gotland och i finlandssvenskan.
Utfallet av sammanfallet av de långa vokalerna är oftast en e-vokal meta [meːta], eller ett mellanting mellan de båda vokalerna. Sammanfallet sker dock inte före /r/, eftersom ä uttalas mera öppet framför detta ljud (IPA: [æ]). Därför uttalas lära och lera med distinkta vokaler även hos dem som har Stockholms-e.

## Historia och status
Ett liknande sammanfall har funnits tidigt i Upplands och Gästriklands folkmål där äldre långt ä-ljud sammanföll med långt e-ljud, så att väsa och släpa uttalas med samma e-vokal som i sten. På sina håll har detta långa /e/ även diftongerats till viesa och stien, o.s.v. I dessa folkmål påverkade detta dock inte det historiskt korta ä-ljudet, så att läsa ändå uttalats med ä-vokal. I Stockholms stadsmål kom vokalen i läsa senare att sammanfalla med /e/ under 1800-talet.
En tidig vittnesbörd om sammanfallet i Stockholm återfinns i Winterbladet från 1853, där en sydsvensk skribent ondgör sig över ”oriktiga växelljud, som uppkommit i Stockholm, där förmågan att skilja e- och ä-ljuden tyckes vara förlorad, såsom i annonser och på skyltar dagligen synes af Bred-gårdar, Wäf-manglar o. s. v.” (d.v.s. brädgårdar respektive vevmanglar) I Bellmans diktning från slutet av 1700-talet finner man i stort sett inga tecken på vokalsammanfall i form av stockholmsrim. De skenbara få som finns, såsom grät–förtret beror inte på Stockholms-e, utan på en äldre e-vokal i ord som grät, knä och lät m.fl., en vokal som var dialektalt spridd över ett mycket större område från Mälaren och norrut. Just formen gret fanns t.o.m. ännu som biform i sjunde upplagan av SAOL från år 1900. Rim som äter–heter i Fredmans epistel n:o 68 är möjligen fråga om nödrim.
Under 1800-talet var sammanfallet i Stockholm en högstatusmarkör. Stockholms-e fanns i de bildades språk och var vanligt som rim i poesin hos diktare som Verner von Heidenstam och August Strindberg. I de äldsta ljudinspelningarna av stockholmska återfinns Stockholms-e hos t.ex. den högutbildade upptäcktsresanden Sven Hedin, född 1865, men inte lika utpräglat hos den jämngamle stuveriarbetaren Per Ludvig Lindgren. I en beskrivning av stockholmskt ungdomsspråk från 1898 i Svenska Dagbladet nämns flera för arbetarklassen karakteristiska språkdrag, men Stockholms-e är inte ett av dem. Sammanfallet kritiseras likväl i en språkdebatt i slutet av 1890-talet där det kallas för en ”språkvidrighet”. Verner von Heidenstam, som själv begagnade uttalet i sina rim, försvarade dock draget och menade i stället att ä-vokalen ”hörde hemma bland fåren i beteshagen”.
På 1900-talet tas språkdraget dock upp i arbetarklassens språk (”Ekensnack”) och börjar därefter att bli stigmatiserat. I en intervju i Dagens Nyheter från 1918 kritiserar lektorn Odal Ottelin bl.a. Stockholms-e och anser att det är en orsak till bristande klarhet och tydlighet. På samma sätt kritiserar Otto von Friesen stockholmskan hårt i en intervju i Nya Dagligt Allehanda från 1928 där han bl.a. säger att sammanfallet förorsakar tvetydighet. Sammanfallet kritiserades ånyo fem år senare i samma tidning av von Friesen tillsammans med språkvetarna Elias Wessén, Bengt Hesselman, Erik Wellander och Olof Gjerdman. Stockholmsdialekten, och Stockholms-e:et med den, ansågs av von Friesen vara ett ”blandspråk” som inte lämpar sig som riksspråk och att Stockholmspojkar som växer upp riskerar att bli ”språkliga smittospridare”.

### Senare utveckling
Stockholms-e kom att gå från att vara ett högstatusdrag till att bli en del av en mera allmän stockholmska. I inspelningar av stockholmare födda mellan år 1860 och 1945 förekommer det i stort sett hos alla talare, oavsett social bakgrund. Till exempel har kung Carl XVI Gustaf (f. 1946) Stockholms-e, men inte hans barn Kronprinsessan Victoria (f. 1977), Prins Carl Philip (f. 1979) och Prinsessan Madeleine (f. 1982). De senaste decennierna har Stockholms-e blivit allt ovanligare. År 1990 undersökte Ulla-Britt Kotsinas förekomsten av Stockholms-e bland högstadie- och gymnasieungdomar, och fann att det då hade blivit ganska ovanligt. Hos 14–17-åringar fanns det främst bevarat hos pojkar i de södra förorterna till Stockholm. Bland unga stockholmare år 2016 förekom det knappt alls, enligt dialektforskaren Jenny Öqvist. I stället använder yngre stockholmare ofta ett mera öppet ä-ljud som det i lära, fast i alla positioner, så att lära och läka uttalas med samma vokal: [læːra] och [læːka]. Detta uttal förekom redan i Kotsinas inspelningar från 1990-talet, och t.ex. i prins Carl Philips och prinsessan Madeleines tal, men inte i kronprinsessan Victorias.

## Stockholmsrim
Sammanfallet mellan de båda vokalerna medför att flera ord rimmar som på andra dialekter inte skulle göra det, t.ex. äta–feta eller gräva–leva, ett s.k. dialektrim. Sådana rim är t.ex. vanliga hos t.ex. August Strindberg, Oscar Levertin och Verner von Heidenstam och brukar kallas stockholmsrim eller upplandsrim. Eftersom finlandssvenskan har samma sammanfall förekommer dylika rim även hos finländska poeter; Karl August Tavaststjerna rimmar t.ex. farväl på del.
| ”                                       | Den som kunde i stormen bedja, men sprungen är bönens ked. Sen mitt hjärta tog syndens städja får aldrig det frist eller fred. | „ |
| – Oscar Levertin, Lancelots sång (1894) | |   |

| ”                                          | Gå! skura dina tänder, Förrän du bits ditt fä! Gå! tvätta dina händer I Musernas bidet! | „ |
| – August Strindberg, Idealistkritik (1913) |                                                                                         |   |

| ”                                                   | Berget högt öfver sundets spegel nickar mossigt ett tungt farväl; låg ej under det hvitt ett segel, tog ej Hon i dess afsked del? | „ |
| – Karl August Tavaststjerna, Skärgårdsfarväl (1883) | |   |

| ”                              | Magister Tjeder stiger neder från sin sjuvånings-kateder: Mycket mat mor Margareta, böcker kan man inte äta för de är så vinkelräta! | „ |
| – Lennart Hellsing, ABC (1961) | |   |

## I populärkulturen
Sammanfallet av vokalerna spelar en roll i musikalen My Fair Lady i Gösta Rybrants översättning. I det engelska originalet sjunger huvudpersonerna Eliza och professor Higgins en duett som uttalsövning. Texten bygger på frasen the rain in Spain stays mainly in the plain där Eliza ska lära sig att uttala frasen med överklassuttal i stället för sitt stigmatiserade cockneyuttal. På cockneyengelska uttalas diftongen [eɪ] som i Spain nämligen med en mera öppen vokal [æɪ ~ aɪ], så att uttalet av Spain närmar sig spine. I Gösta Rybrants översättning lyder frasen i stället den spanska räven rev en annan räv och bygger på det stockholmska vokalsammanfallet i räv och rev.